# S/S Tärnan av Waxholm
S/S Tärnan av Waxholm är en svensk ångslup med hemmahamn i Stockholm.
Ångslupen Tärnan byggdes för Waxholms Nya Ångfartygs AB för lokaltrafik till öarna runt Vaxholm och Lindalssundet. Hon såldes till Norrköping 1952, motoriserades och döptes om till Amaranth för att trafikera Esterön i Bråviken fram till omkring 1978. Under 1980-talet seglade hon i Stockholms skärgård och köptes av nuvarande ägare 1985. Hon har sedan åter konverterats till en ångslup och till originalutseende. År 1996 kom hon åter i trafik och har sedan dess gjort charter- och utflyktsturer.
S/S Tärnan av Waxholm är k-märkt.